# Rappenkrieg (Basel)

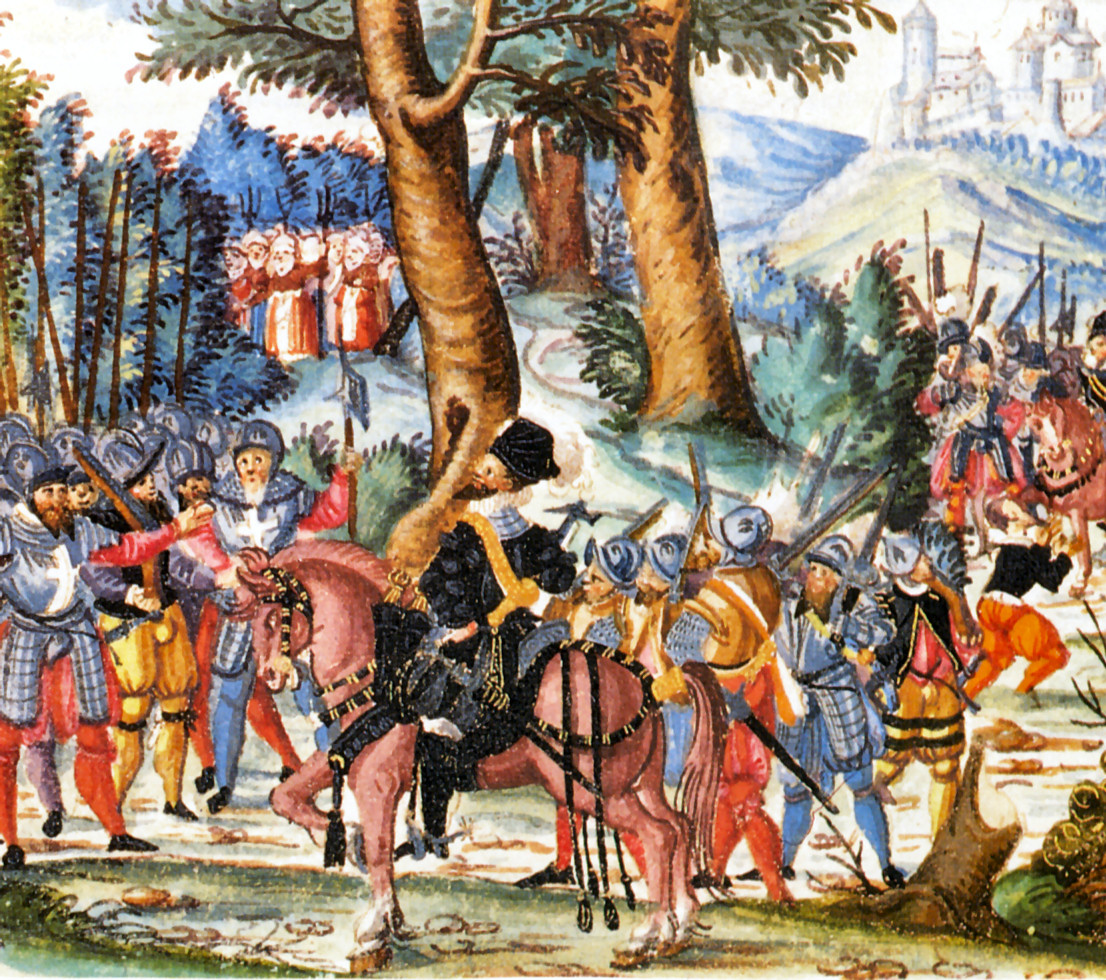
Andreas Ryff und die Landleute neben Schloss Wildenstein im Mai 1594

Der Rappenkrieg dauerte von 1591 bis 1594, war ein Konflikt zwischen der Stadt Basel und der Landschaft und eine Bauernerhebung gegen ein erhöhtes Weinumgeld (Umsatzsteuer). Den Namen erhielt der Aufstand wegen der Münzeinheit Rappen. Er ist nicht zu verwechseln mit dem vorderösterreichischen Rappenkrieg von 1612 bis 1614 im angrenzenden Fricktal und am Hochrhein, obwohl er ähnliche Ursachen hatte.

## Ursachen
Zwischen 1586 und 1589 erreichten die Preise für Landwirtschaftsprodukte infolge Bevölkerungswachstum, Güterzersplitterung, Ressourcenverknappung und der einsetzenden Klimaverschlechterung im Zuge der sogenannten Kleinen Eiszeit einen historischen Höchststand. Aber auch aussenpolitisch veränderten sich die Rahmenbedingungen, da seit der Reformation und Gegenreformation konfessionelle Spannungen das Verhältnis der einzelnen Orte der Alten Eidgenossenschaft untereinander belasteten. 
1575 trieb Jakob Christoph Blarer von Wartensee, der Fürstbischof von Basel, die Rekatholisierung des Birsecks voran und verbündete sich 1579 mit den katholischen Orten der Eidgenossenschaft. Damit machte er sein Verhältnis zu Basel zu einer gesamteidgenössischen, konfessionellen Frage. Im Badener Vertrag von 1585 musste sich Basel verpflichten, dem Bischof für definitive Abtretungen der Pfandschaften 200'000 Gulden (nach heutigem Wert ca. 7,5 Millionen Euro) zu bezahlen, wollte es nicht sein städtisches Untertanengebiet verlieren.

## Beginn des Konflikts
Um die damals horrende Schuld von 200'000 Gulden tilgen zu können, erhöhte Basel im Januar 1591 das Wein- und Fleischumgeld um einen Rappen. Die Bauern protestierten umgehend gegen diese «massive» Erhöhung der Abgaben, aber die Stadt lehnte die Position der Landschaft rundweg ab und behandelte deren Vertreter als potentielle Anführer. Einer von ihnen war Osimus Battmann, welcher bei der Basler Regierung als einer der Hauptverantwortlichen des Aufstandes galt. Zweimal kam er in Gefangenschaft, und man unterwarf ihn ausführlichen Verhören. 
Die Untertanen wandten sich zur Vermittlung an die eidgenössische Tagsatzung. Diese sistierte das Umgeld-Mandat der Stadt Basel für die Dauer der Vermittlung. Die weiteren drei Versuche einer Lösungsfindung scheiterten aber an der ablehnenden Haltung der Landleute, welche sich immer wieder auf ihre Armut, die Teuerung und die allgemein schlechten Zeiten beriefen.

## Eskalation und Lösung
Ab dem Herbst 1593 gelang es den Landleuten jedoch nicht mehr, die Tagsatzung in die Konfliktlösung einzuschalten, und ihr Spielraum verringerte sich deutlich. Der Konflikt eskalierte in der Folge, weil die Stadt auf ihrem Steuermandat beharrte. Als Basel den ungehorsamen Gastwirten die Ausübung ihres Berufs untersagte, zogen bewaffnete Baselbieter durch die Gegend, um die Durchsetzung des Wirteverbots zu verhindern. Der Dreizehnerrat der Stadt sandte darauf am 13. Mai ein Kontingent von 50 Schützen unter dem Kommando des Hauptmanns Andreas Ryff nach Liestal und wollte damit militärisch gegen die Aufständischen vorgehen. 
Am 15. Mai missglückte ein Versuch, Hans Siegrist aus Niederdorf zu verhaften, einen der Hauptanführer der Landschäfter. Diese reagierten daraufhin äusserst heftig. Sie bewaffneten sich und sammelten sich auf der Wildsteiner Höhe neben dem Schloss Wildenstein. Ryff zog seinerseits mit 170 Mann von Liestal aus nach Bubendorf, um in Schlachtordnung aufgestellt die bewaffneten Untertanen zu erwarten. Dort verstand es Andreas Ryff mit einer diplomatischen Mischung aus Verständnis, Drohung und Ermahnung den drohenden Bürgerkrieg zu verhindern. Nach einigen unsicheren Tagen der Verhandlungen zwischen Siegrist und Ryff konnten die Landleute endlich von der Notwendigkeit einer Steuererhöhung überzeugt werden. 
Dank der ausgehandelten Lösung konnte die Herrschaft die Erträge aus dem Weinumgeld um das Dreifache steigern, die Untertanen wurden im Gegenzug für ihren Widerstand weder bestraft noch zur Bezahlung der verursachten Kosten verpflichtet.